# طواف إفريقيا للدراجات 2010–11
طواف أفريقيا للدراجات 2010–11 (بالإنجليزية: 2010–11 UCI Africa Tour) هو الموسم السابع من طواف أفريقيا للدراجات، بدأ بسباق
«جائزة شانتال بيا الكبرى» في 6 أكتوبر 2010، وانتهى بسباق طواف إريتريا في 20 يوليو 2011، فاز بالمركز الأول عادل جلول، وبالمركز الثاني دانيال تيكليهايمانوت، وبالمركز الثالث عز الدين اجاب.

## السباقات
| طواف أفريقيا للدراجات    | طواف أفريقيا للدراجات | طواف أفريقيا للدراجات                                | طواف أفريقيا للدراجات                                                | طواف أفريقيا للدراجات                                 | طواف أفريقيا للدراجات                                         | طواف أفريقيا للدراجات | طواف أفريقيا للدراجات |
| التاريخ                  | #                     | السباق                                               | الفائز                                                               | الثاني                                                | الثالث                                                        |                       |                       |
| ------------------------ | --------------------- | ---------------------------------------------------- | -------------------------------------------------------------------- | ----------------------------------------------------- | ------------------------------------------------------------- | --------------------- | --------------------- |
| 06 – 09 أكتوبر 2010      | 1                     | جائزة شانتال بيا الكبرى ‏                             | Martinien Tega ‏                                                      | Hervé Raoul Mba ‏                                      | Sébastien Gaultier ‏                                           |                       |                       |
| 22 – 31 أكتوبر 2010      | 2                     | تور دو فاسو ‏                                         | Julien Schick ‏                                                       | Rasmané Ouédraogo ‏                                    | Damien Le Guay ‏                                               |                       |                       |
| 4 نوفمبر                 | 3                     | Les Challenges de la Marche Verte-GP Sakia El Hamra ‏ | محسن الحسايني                                                        | عادل جلول                                             | طارق شاوفي                                                    |                       |                       |
| 5 نوفمبر                 | 4                     | Les Challenges de la Marche Verte-GP Oued Eddahab ‏   | عبد اللطيف سعدون                                                     | عادل جلول                                             | Mohammed Said El Ammoury ‏                                     |                       |                       |
| 6 نوفمبر                 | 5                     | Les Challenges de la Marche Verte-GP Al Massira ‏     | طارق شاوفي                                                           | عبد اللطيف سعدون                                      | إسماعيل أيون                                                  |                       |                       |
| 10 نوفمبر                | 6                     | Men Elite Road African Championships TTT ‏            | Ferekalsi Debesay ‏ Meron Russom ‏ Tesfai Teklit ‏ دانيال تيكليهايمانوت | ريناردت جانس فان رينسبورغ Luthando Kaka ‏ Jason Bakke ‏ | Msgena Kindeya ‏ Solomon Bitew Shiferaw ‏ Goytom Mebrahtu Biru ‏ |                       |                       |
| 12 نوفمبر                | 7                     | 2010 African Road Cycling Championships Men ITT ‏     | دانيال تيكليهايمانوت                                                 | ريناردت جانس فان رينسبورغ                             | عز الدين اجاب                                                 |                       |                       |
| 14 نوفمبر                | 8                     | Men Elite Road African Championships RR ‏             | دانيال تيكليهايمانوت                                                 | Meron Russom ‏                                         | دان كرافن                                                     |                       |                       |
| 17 – 25 نوفمبر 2010      | 9                     | طواف رواندا ‏                                         | دانيال تيكليهايمانوت                                                 | ناتنايل بيرهانه                                       | ريناردت جانس فان رينسبورغ                                     |                       |                       |
| 25 – 30 يناير 2011       | 10                    | لا تروبيكال أميسا بونغو                              | Anthony Charteau ‏                                                    | Andy Cappelle ‏                                        | عادل جلول                                                     |                       |                       |
| 19 – 26 فبراير 2011      | 11                    | طواف جنوب أفريقيا 2011                               | كريستيان هاوس                                                        | يوهان ربيع                                            | داريل إيمبي                                                   |                       |                       |
| 27 فبراير – 07 مارس 2011 | 12                    | طواف كاميرون 2011                                    | Oumarou Minoungou ‏                                                   | Martinien Tega ‏                                       | Rasmané Ouédraogo ‏                                            |                       |                       |
| 25 مارس – 03 أبريل 2011  | 13                    | طواف المغرب                                          | محسن الحسايني                                                        | داريل إيمبي                                           | يوهان ربيع                                                    |                       |                       |
| 7 أبريل                  | 14                    | Challenge des phosphates - Grand Prix de Khouribga ‏  | Maroš Kováč ‏                                                         | عز الدين اجاب                                         | Calixto Manuel Bello ‏                                         |                       |                       |
| 8 أبريل                  | 15                    | Challenge des phosphates - Grand Prix de Youssoufia ‏ | عادل جلول                                                            | Calixto Manuel Bello ‏                                 | طارق شاوفي                                                    |                       |                       |
| 9 أبريل                  | 16                    | Challenge des phosphates - Grand Prix de Ben Guérir ‏ | Hassan Zahboune ‏                                                     | Abdellah Benyoucef ‏                                   | عادل جلول                                                     |                       |                       |
| 6 مايو                   | 17                    | Challenge du Prince-Trophée Princier ‏                | عز الدين اجاب                                                        | Philipp Mamos ‏                                        | عبد المالك مدني                                               |                       |                       |
| 7 مايو                   | 18                    | Challenge du Prince-Trophée de l'Anniversaire ‏       | Volodymyr Bileka ‏                                                    | طارق شاوفي                                            | يوسف رقيقي                                                    |                       |                       |
| 8 مايو                   | 19                    | Challenge du Prince-Trophée de la Maison Royale ‏     | فلاديسلاف بوريسوف                                                    | يوسف رقيقي                                            | طارق شاوفي                                                    |                       |                       |
| 11 – 12 يونيو 2011       | 20                    | Kwita Izina Cycling Tour ‏                            | دانيال تيكليهايمانوت                                                 | Ferekalsi Debesay ‏                                    | عادل جلول                                                     |                       |                       |
| 27 يونيو – 01 يوليو 2011 | 21                    | طواف الجزائر                                         | عز الدين اجاب                                                        | عادل جلول                                             | ناتنايل بيرهانه                                               |                       |                       |
| 2 يوليو                  | 22                    | Circuit d'Alger ‏                                     | عز الدين اجاب                                                        | عادل جلول                                             | Redouane Chabaane ‏                                            |                       |                       |
| 20 – 24 يوليو 2011       | 23                    | طواف إريتريا                                         | Meron Russom ‏                                                        | Tesfay Abraha ‏                                        | Jani Tewelde ‏                                                 |                       |                       |

## وصلات خارجية
- الموقع الرسمي